# Quatacanthella proprieta
Genre
Espèce
Synonymes
- Polyacanthella proprieta Salmon, 1941

Quatacanthella proprieta, unique représentant du genre Quatacanthella, est une espèce de collemboles de la famille des Neanuridae.

## Distribution
Cette espèce est endémique de Nouvelle-Zélande.

## Publications originales
- Salmon, 1941 : The Collembolan fauna of New Zealand, including a discussion of its distribution and affinities. Transactions and Proceedings of the Royal Society of New Zealand, vol. 70, p. 282-431.
- Salmon, 1945 : Notes and synonymy of some generic names of the Collembola. Transactions of the Royal Society of New Zealand, vol. 75, p. 68-71 (texte intégral).